# Hermas (postać biblijna)
Hermas – żyjąca w I wieku postać biblijna, święty prawosławny.
Postać występująca w Nowym Testamencie w Liście do Rzymian Apostoła Pawła (Rz 16,14 BT). Zaliczany do grona Siedemdziesięciu dwóch wysłańców Jezusa Chrystusa. Wspomnienie w grupie apostołów przypada na 4/17 stycznia.